# Fédération acadienne de la Nouvelle-Écosse
 (février 2024).
Si vous disposez d'ouvrages ou d'articles de référence ou si vous connaissez des sites web de qualité traitant du thème abordé ici, merci de compléter l'article en donnant les références utiles à sa vérifiabilité et en les liant à la section « Notes et références ».
La Fédération acadienne de la Nouvelle-Écosse (FANE) est un organisme sans but lucratif qui veille à l'épanouissement et au développement global de la communauté acadienne et francophone de la Nouvelle-Écosse. La FANE regroupe à ce jour 12 organismes régionaux, 15 organismes provinciaux et 2 organismes institutionnels (l'Université Sainte-Anne et le Conseil scolaire acadien provincial).
La FANE agit comme le porte-parole officiel de la communauté acadienne et francophone de la Nouvelle-Écosse. Elle poursuit la mission d'en assurer la survie linguistique, culturelle, économique, sociale et politique.
En 2025,[Quand ?] Denise Comeau-Desautels est la présidente du bureau de direction de la FANE et Jules Chiasson est à la direction générale.

## Histoire
En 1967, le Conseil de la vie française en Amérique soulève l'importance de créer une association provinciale pour gérer les relations entre les diverses associations acadiennes présentent en Nouvelle-Écosse. Les 13 et 14 octobre 1968, une quarantaine de délégués de quinze associations votent pour la création de la Fédération francophone de la Nouvelle-Écosse (FFNE). En 1972, cet organisme sera renommé la Fédération acadienne de la Nouvelle-Écosse (FANE),.

## Organisation
La FANE est un organisme sans but lucratif financé en majeure partie par le ministère du Patrimoine canadien grâce au programme Entente Canada-communauté.
La FANE est régie par un Conseil provincial des membres, composé essentiellement des présidences des organismes, dont les décisions sont mises en œuvre par un Bureau de direction et un conseil d'administration. Ce bureau compte quatre membres élus lors de l'Assemblée générale annuelle, et le conseil d'administration compte sept membres qui représentent diverses régions acadiennes de la Nouvelle-Écosse.

## Membres

### Membres provinciaux
- Association des juristes d'expression française de la Nouvelle-Écosse
- Centre d'appui à la petite enfance de la Nouvelle-Écosse
- Comité provincial des Jeux de l'Acadie, région Nouvelle-Écosse
- Conseil coopératif acadien de la Nouvelle-Écosse
- Conseil de développement économique de la Nouvelle-Écosse
- Conseil jeunesse provincial de la Nouvelle-Écosse
- Équipe d'alphabétisation de la Nouvelle-Écosse
- Fédération culturelle acadienne de la Nouvelle-Écosse
- Fédération des femmes acadiennes de la Nouvelle-Écosse
- Fédération des parents acadiens de la Nouvelle-Écosse
- La Société de presse acadienne
- Regroupement des aînées et aînées de la Nouvelle-Écosse
- Réseau Santé - Nouvelle-Écosse
- Société Maison acadienne
- Société promotion Grand-Pré

### Membres régionaux
- Conseil acadien de Par-en-Bas, Argyle
- Société Saint-Pierre, Chéticamp
- Société acadienne de Clare
- Conseil communautaire du Grand-Havre, Halifax/Dartmouth
- Société acadienne Sainte-Croix, Pomquet
- Centre communautaire culturel La Picasse, Richmond
- Association du Centre communautaire de la Rive-Sud
- Centre communautaire Étoile de l’Acadie, Sydney
- Centre communautaire francophone de Truro
- Association francophone de la Vallée d'Annapolis
- L'Acadie de Chezzetcook
- La société acadienne de Torbé

### Membres institutionnels
- Conseil scolaire acadien provincial
- Université Sainte-Anne

## Réalisations
La FANE a contribué à l'adoption de la Loi sur les services en français en 2004 en exerçant des pressions auprès du gouvernement de la Nouvelle-Écosse.
Depuis 2005, La FANE est chargée du projet Immigration francophone en Nouvelle-Écosse, financé par Citoyenneté et Immigration Canada et par l’Office de l’immigration de la Nouvelle-Écosse. Ce projet vise à promouvoir, recruter, accueillir et intégrer des nouveaux arrivants d’expression française en Nouvelle-Écosse.
En 2004, la FANE soutient le Réseau acadien des sites P@C afin de faciliter l’accès aux nouvelles technologies aux communautés rurales et éloignées.
Au fil des ans, la FANE a également rendu possible la création de plusieurs organismes œuvrant au développement des communautés acadiennes et francophones.